# Bataille de Tall Afar (2014)
Pour les articles homonymes, voir Bataille de Tall Afar.
Seconde guerre civile irakienne
La bataille de Tall Afar a lieu lors de la seconde guerre civile irakienne.

## Déroulement
Le 15 juin, les rebelles attaquent Tall Afar : ils commencent par bombarder la ville, faisant 10 morts et 40 blessés, puis lancent l'assaut, 18 insurgés sont tués selon les autorités irakiennes. Le soir-même, le général Mohammed al-Quraishi annonce la chute de la ville. 
Selon Mohamed al-Bayati, chef du comité de la sécurité au Conseil provincial de Ninive et originaire de Tall Afar, 500 à 700 insurgés ont pris part à l'assaut.
Le 16 juin, Abdel-Aal Abbas, caïmacan du district de Tal Afar (en), confirme que la ville est tombée aux mains de l'EIIL.  
Le 17 juin, les assaillants prennent le contrôle de la plus grande partie de la ville après des combats ayant fait au moins plusieurs dizaines de morts. Les troupes loyalistes, soutenus par des habitants armés, tiennent encore quelques poches de résistance, dont certaines parties de l'aéroport (en).
Le 23 juin, l'armée irakienne (en) et une partie de la population abandonnent la ville qui est entièrement conquise par les insurgés, ainsi que son aéroport. Avant de se retirer, les soldats irakiens exécutent plusieurs prisonniers.

## Les pertes
Selon Noureddine Qabalane, numéro deux du Conseil provincial de Ninive, environ 50 civils ont été tués dans les combats, ainsi que plusieurs dizaines de militaires et d'insurgés.
Selon un responsable municipal, environ 200 000 civils prennent la fuite, soit la moitié de la population de la ville et ses environs.